# Et Barnehjerte
Et Barnehjerte er en dansk stumfilm fra 1917, der er instrueret af Hjalmar Davidsen efter manuskript af Harriet Bloch.

## Handling
Denne artikel mangler et handlingsreferat. Hjælp os med at skrive det.

## Medvirkende
- Peter Jørgensen - Fabrikant Cornelius
- Marie Dinesen - Fru Cornelius
- Else Frölich - Frida, fabrikantens datter
- Carl Lauritzen - Professor Martin Drest
- Svend Melsing - Premierløjtnant Hauch
- Ingeborg Bruhn Bertelsen
- Moritz Bielawski
- Agnes Lorentzen